# Nils Poppe
Pour les articles homonymes, voir Poppe.
Nils Poppe est un acteur suédois né le 31 mai 1908 à Malmö et mort le 28 juin 2000 à Helsingborg.

## Filmographie sélective
- 1943 : Le Roi du rire (Aktören) de Ragnar Frisk
- 1947 : Oscar (Tappa inte sugen) de Lars-Eric Kjellgren
- 1957 : Le Septième Sceau (Det Sjunde inseglet) d'Ingmar Bergman
- 1960 : L'Œil du diable (Djävulens öga) d'Ingmar Bergman

## Distinctions
- Médaille de Sa Majesté le Roi